# Гіпергеометрична функція
У математиці функція Гауса або звичайна гіпергеометрична функція — це спеціальна функція, представлена гіпергеометричним рядом, що включає багато інших спеціальних функцій як часткові або граничні випадки, позначається {\displaystyle {}_{2}F_{1}(a,b;c;z)}. Це розв'язок лінійного звичайного диференціального рівняння (ЗДР) другого порядку. Будь-яке лінійне ЗДР другого порядку з трьома регулярними особливими точками може бути зведене до такого рівняння.
Щодо упорядкованих списків деяких із багатьох тисяч опублікованих тотожностей, що стосуються гіпергеометричної функції, див. оглядові роботи Ерделі зі співавторами (1953) та Ольде Даалхуїса (2010). На сьогодні невідома система організації всіх цих тотожностей; дійсно, не існує відомого алгоритму, який може породжувати всі тотожності; відома лише низка різних алгоритмів, які породжують різні серії тотожностей. Теорія алгоритмічного виявлення тотожностей залишається актуальною темою дослідження.

## Історія
Термін "гіпергеометричний ряд" вперше був використаний Джоном Валлісом у його книзі "Arithmetica Infinitorum" в 1655 році.
Гіпергеометричні ряди вивчав Леонард Ейлер, але перше повне та систематичне трактування було проведено Карлом Фрідріхом Гаусом (1813) .
Дослідження у дев'ятнатнадцятому столітті включали роботу Ернеста Куммера (1836) та фундаментальну характеристику Бернгарда Рімана (1857) гіпергеометричної функції за допомогою диференціального рівняння, яке вона задовольняє.
Ріман показав, що диференціальне рівняння другого порядку для функції , що розглядається на комплексній площині, може бути охарактеризовано (на сфері Рімана) за допомогою трьох регулярних особливих точок.
Випадки, коли розв'язки є алгебраїчними функціями, було знайдено Германом Шварцом (список Шварца).

## Гіпергеометричний ряд
Гіпергеометрична функція — спеціальна функція, що є розв'язком гіпергеометричного рівняння
{\displaystyle z(1-z){\frac {{\rm {d}}^{2}w}{{\rm {d}}z^{2}}}+\left[c-(a+b+1)z\right]{\frac {{\rm {d}}w}{{\rm {d}}z}}-abw=0.}
Гіпергеометрична функція може бути визначена з допомогою ряду Гауса:
{\displaystyle {}_{2}F_{1}(a,b;c;z)=\sum _{n=0}^{\infty }{\dfrac {(a)_{n}(b)_{n}}{(c)_{n}}}{\dfrac {z^{n}}{n!}}={\frac {\Gamma (c)}{\Gamma (a)\Gamma (b)}}\,\sum _{n=0}^{\infty }{\frac {\Gamma (a+n)\Gamma (b+n)}{\Gamma (c+n)}}\,{\frac {z^{n}}{n!}},}
де {\displaystyle a}, {\displaystyle b}, {\displaystyle c} — параметри, що приймають будь-які дійсні або комплексні значення, а {\displaystyle c=0,-1,-2,\dots ,z} — комплексна змінна. 
Функція {\displaystyle F(a,b;c;z)} називається гіпергеометричною функцією першого роду.
Гіпергеометрична функція визначається при {\displaystyle |z|<1} за допомогою степеневого ряду
{\displaystyle {}_{2}F_{1}(a,b;c;z)=\sum _{n=0}^{\infty }{\dfrac {(a)_{n}(b)_{n}}{(c)_{n}}}{\dfrac {z^{n}}{n!}}=1+{\dfrac {ab}{c}}{\dfrac {z}{1!}}+{\dfrac {a(a+1)b(b+1)}{c(c+1)}}{\dfrac {z^{2}}{2!}}+\cdots .}
Цей ряд буде невизначеним (або нескінченним), якщо {\displaystyle c} дорівнює цілому недодатному числу. Тут {\displaystyle (q)_{n}} — (зростаючий) символ Похаммера, який визначається наступним чином:
{\displaystyle (q)_{n}={\begin{cases}1,&n=0,\\q(q+1)\cdots (q+n-1),&n>0.\end{cases}}}
Ряд збігається абсолютно і рівномірно при {\displaystyle |z|<1}; збіжність розповсюджується і на одиничне коло, якщо {\displaystyle \operatorname {Re} (a+b-c)<0}; при {\displaystyle \leq \operatorname {Re} (a+b-c)<1} збігається в усіх точках одиничного кола, окрім {\displaystyle z=l}. Проте існує аналітичне продовження гіпергеометричної функції у зовнішність одиничного кола {\displaystyle |z|>l} з розрізом {\displaystyle (1,\infty )}. Функція {\displaystyle F(a,b;c;z)} — однозначна аналітична в комплексній площині {\displaystyle z} з розрізом {\displaystyle (1,\infty )}. Якщо {\displaystyle a} або {\displaystyle b} — нуль або ціле від'ємне число, то ряд обривається на скінченному числі членів і гіпергеометрична функція зводиться до полінома:
{\displaystyle {}_{2}F_{1}(-m,b;c;z)=\sum _{n=0}^{m}(-1)^{n}{\binom {m}{n}}{\dfrac {(b)_{n}}{(c)_{n}}}z^{n}.}
Якщо {\displaystyle c\to -m}, де {\displaystyle m} — ціле невід'ємне число, то {\displaystyle {}_{2}F_{1}(z)\to \infty }. Якщо функцію поділити на значення гамма-функції {\displaystyle \Gamma (c)}, то отримаємо границю:
{\displaystyle \lim _{c\to -m}{\dfrac {{}_{2}F_{1}(a,b;c;z)}{\Gamma (c)}}={\dfrac {(a)_{m+1}(b)_{m+1}}{(m+1)!}}z^{m+1}\,{}_{2}F_{1}(a+m+1,b+m+1;m+2;z).}
{\displaystyle {}_{2}F_{1}(z)} — найпоширеніший тип узагальнених гіпергеометричних рядів {\displaystyle {}_{p}F_{q}} і його часто позначають просто як {\displaystyle F(z)}.

## Формули диференціювання
Використовуючи тотожність {\displaystyle (a)_{n+1}=a(a+1)_{n}}, можна показати, що
{\displaystyle {\dfrac {\operatorname {d} }{\operatorname {d} z}}\,{}_{2}F_{1}(a,b;c;z)={\dfrac {ab}{c}}\,{}_{2}F_{1}(a+1,b+1;c+1;z),}
і у загальному випадку
{\displaystyle {\dfrac {\operatorname {d} ^{n}}{\operatorname {d} z^{n}}}\,{}_{2}F_{1}(a,b;c;z)={\dfrac {(a)_{n}(b)_{n}}{(c)_{n}}}\,{}_{2}F_{1}(a+n,b+n;c+n;z).}
У частинному випадку, при {\displaystyle c=a+1}, отримаємо
{\displaystyle {\dfrac {\operatorname {d} }{\operatorname {d} z}}\,{}_{2}F_{1}(a,b;a+1;z)={\dfrac {\operatorname {d} }{\operatorname {d} z}}\,{}_{2}F_{1}(b,a;a+1;z)={\dfrac {a((1-z)^{-b}-{}_{2}F_{1}(a,b;1+a;z))}{z}}.}

## Частинні випадки
Багато загальновідомих математичних функцій можна виразити через гіпергеометричну функцію або через її граничні випадки. Деякі типові приклади:
{\displaystyle {}_{2}F_{1}(1,1;2;-z)={\dfrac {\ln(1+z)}{z}}};
{\displaystyle {}_{2}F_{1}(a,b;b;z)=(1-z)^{-a},\quad {}(\forall b)};
{\displaystyle {}_{2}F_{1}\left({\dfrac {1}{2}},{\dfrac {1}{2}};{\dfrac {3}{2}};z^{2}\right)={\dfrac {\arcsin(z)}{z}}};
{\displaystyle {}_{2}F_{1}\left({\dfrac {1}{3}},{\dfrac {2}{3}};{\dfrac {3}{2}};-{\dfrac {27x^{2}}{4}}\right)={\dfrac {{\sqrt[{3}]{\frac {3x{\sqrt {3}}+{\sqrt {27x^{2}+4}}}{2}}}-{\sqrt[{3}]{\frac {2}{3x{\sqrt {3}}+{\sqrt {27x^{2}+4}}}}}}{x{\sqrt {3}}}}}.
Вироджена гіпергеометрична функція (або функція Куммера) може бути представлена як границя гіпергеометричної функції
{\displaystyle M(a,c,z)=\lim _{b\to \infty }{}_{2}F_{1}\left(a,b;c;b^{-1}z\right).}
Тому всі функції, які є частинними випадками функції Куммера, такі як функції Бесселя, також можуть бути представлені як границі гіпергеометричних  функцій.
Це стосується більшості загальновживаних функцій математичної фізики.
Функції Лежандра — розв'язок диференціального рівняння другого порядку з {\displaystyle 3} регулярними особливими точками, тому їх можна виразити через гіпергеометричну функцію різними способами, наприклад,
{\displaystyle {}_{2}F_{1}(a,1-a;c;z)=\Gamma (c)z^{\frac {1-c}{2}}(1-z)^{\frac {c-1}{2}}P_{-a}^{1-c}(1-2z).}
Деякі ортогональні многочлени, зокрема, поліноми Якобі {\displaystyle P_{n}^{(\alpha ,\beta )}} і їх частинні випадки: поліноми Лежандра, поліноми Чебишова, поліноми Ґеґенбауера, можна записати у термінах гіпергеометричних функцій за допомогою формули
{\displaystyle {}_{2}F_{1}(-n,\alpha +1+\beta +n;\alpha +1;x)={\dfrac {n!}{(\alpha +1)_{n}}}P_{n}^{(\alpha ,\beta )}(1-2x).}
А також інші поліноми, які є частинними випадками: поліноми Кравчука, поліноми Мейкснера, поліноми Мейкснера–Поллачека.
Еліптичні модулярні функції іноді можна представити як обернені функції відношень гіпергеометричних функцій, аргументи яких {\displaystyle a}, {\displaystyle b}, {\displaystyle c} дорівнюють 1, 1/2, 1/3, … або 0. Наприклад, якщо
{\displaystyle \tau ={\rm {i}}{\dfrac {{}_{2}F_{1}\left({\dfrac {1}{2}},{\dfrac {1}{2}};1;1-z\right)}{{}_{2}F_{1}\left({\dfrac {1}{2}},{\dfrac {1}{2}};1;z\right)}},}
то
{\displaystyle z=\kappa ^{2}(\tau )={\dfrac {\theta _{2}(\tau )^{4}}{\theta _{3}(\tau )^{4}}}}
— еліптична модулярна функція змінної {\displaystyle \tau }.
Неповні бета-функції {\displaystyle B_{x}(p,q)} пов'язані з  гіпергеометричними функціями наступним чином:
{\displaystyle B_{x}(p,q)={\dfrac {x^{p}}{p}}\,{}_{2}F_{1}(p,1-q;p+1;x).}
Повні еліптичні інтеграли {\displaystyle K} та {\displaystyle E} можна представити як
{\displaystyle K(k)={\frac {\pi }{2}}\,{}_{2}F_{1}\left({\frac {1}{2}},{\frac {1}{2}};1;k^{2}\right),}
{\displaystyle E(k)={\frac {\pi }{2}}\,{}_{2}F_{1}\left(-{\frac {1}{2}},{\frac {1}{2}};1;k^{2}\right).}

## Гіпергеометричне диференціальне рівняння
Гіпергеометрична функція є розв'язком гіпергеометричного диференціального рівняння Ейлера
{\displaystyle z(1-z){\frac {\operatorname {d} ^{2}w}{\operatorname {d} z^{2}}}+[c-(a+b+1)z]{\frac {\operatorname {d} w}{\operatorname {d} z}}-abw=0,}
яке має три регулярні особливі точки: 0, 1 і {\displaystyle \infty }.
Узагальнення цього рівняння на три довільні регулярні особливі точки задається диференціальним рівнянням Рімана.
Будь-яке диференціальне рівняння другого порядку з трьома регулярними особливими точками може бути зведене до гіпергеометричного диференціального рівняння шляхом заміни змінних.

### Розв'язки в особливих точках
Розв'язки гіпергеометричного диференціального рівняння будуються за допомогою гіпергеометричного ряду {\displaystyle {}_{2}F_{1}(a,b;c;z)}.
Рівняння має два лінійно незалежних розв'язки.
У кожній з трьох особливих точок 0, 1, {\displaystyle \infty }, зазвичай є два спеціальні розв'язки вигляду {\displaystyle x^{s}}, помножені на голоморфну функцію змінної {\displaystyle x}, де {\displaystyle s} — один з двох коренів визначального рівняння (однорідного лінійного диференціального рівняння в особливій точці), а {\displaystyle x} — локальна змінна, що зануляється в регулярній особливій точці.
Це дає {\displaystyle 3\cdot 2=6} спеціальних розв'язків, як показано нижче.
Якщо {\displaystyle c} не є цілим недодатним числом, то в околі точки {\displaystyle z=0} є два незалежні розв'язки:
{\displaystyle {}_{2}F_{1}(a,b;c;z)}
і, за умови, що {\displaystyle c} не є цілим числом,
{\displaystyle z^{1-c}\,{}_{2}F_{1}(1+a-c,1+b-c;2-c;z).}
Якщо {\displaystyle c} не є додатним цілим числом {\displaystyle 1-m}, тоді перший з цих розв'язків не існує, і його слід замінити на {\displaystyle z^{m}\,F(a+m,b+m;1+m;z)}.
Другий розв'язок не існує, якщо {\displaystyle c} є цілим числом, більшим за 1, і дорівнює першому розв'язку або його заміні, якщо {\displaystyle c} є будь-яким іншим цілим числом.
Отже, якщо {\displaystyle c} є цілим числом, то для другого розв'язку необхідно використовувати більш складніше співвідношення, що дорівнюють першому розв'язку помноженому на {\displaystyle \ln(z)} плюс інший ряд за степенями {\displaystyle z} та включає дигамма-функцію.
Детальніше див. Ольде Даалхуїс (2010).
Якщо {\displaystyle c-a-b} не є цілим числом, то в околі {\displaystyle z=1} є два незалежних розв'язки:
{\displaystyle {}_{2}F_{1}(a,b;1+a+b-c;1-z)}
і
{\displaystyle (1-z)^{c-a-b}\,{}_{2}F_{1}(c-a,c-b;1+c-a-b;1-z).}
Якщо {\displaystyle a-b} не є цілим числом, то в околі {\displaystyle z=\infty } є два незалежних розв'язки:
{\displaystyle z^{-a}\,{}_{2}F_{1}\left(a,1+a-c;1+a-b;z^{-1}\right)}
і
{\displaystyle z^{-b}\,{}_{2}F_{1}\left(b,1+b-c;1+b-a;z^{-1}\right).}
Знову ж таки, якщо умови нецілості не виконуються, то існують інші розв'язки, які є більш складними.
Будь-які 3 із вищезазначених 6 розв'язків задовольняють лінійне співвідношення, оскільки простір розв'язків є двовимірним, що дає {\displaystyle {\binom {6}{3}}=20} лінійних співвідношень між ними, які називаються формулами зв'язку.

### 24 розв'язки Куммера
Рівняння Фукса другого порядку з {\displaystyle n} особливими точками має групу симетрій, що діє (проєктивно) на його розв'язках, і яка ізоморфна групі Коксетера {\displaystyle D_{n}} порядку {\displaystyle n!2^{n-1}}.
Отже, для гіпергеометричного рівняння {\displaystyle n=3} така група має порядок 24 та ізоморфна симетричній групі на 4 точках, і була вперше описана Куммером.
Ізоморфізм з симетричною групою є несподіваним і не має аналога для більш ніж 3 особливих точок, і іноді краще думати про цю групу як про продовження симетричної групи на 3 точки (яка діє як перестановки 3-х особливих точок) за допомогою 4-групи Клейна (елементи якої змінюють знаки різниць експонент у парній кількості особливих точок).
Група Куммера з 24 перетворень породжується трьома перетвореннями, що перетворють розв'язок {\displaystyle F(a,b;c;z)} до одного з виглядів:
{\displaystyle (1-z)^{-a}F\left(a,c-b;c;{\dfrac {z}{z-1}}\right),}
{\displaystyle F(a,b;1+a+b-c;1-z),}
{\displaystyle (1-z)^{-b}F\left(c-a,b;c;{\dfrac {z}{z-1}}\right),}
які відповідають транспозиціям (12), (23) та (34) при ізоморфізмі з симетричною групою на 4 точках 1, 2, 3, 4.
(Перший та третій розв'язок з них насправді дорівнюють {\displaystyle F(a,b;c;z)}, тоді як другий є незалежним розв'язком диференціального рівняння.)
Застосування {\displaystyle 24=6\cdot 4} перетворень Куммера до гіпергеометричної функції дає {\displaystyle 6=2\cdot 3} розв'язків, що відповідають кожному з 2 можливих експонент у кожній з 3 особливих точок, кожний з яких з'являється 4 рази з огляду на тотожності
{\displaystyle {}_{2}F_{1}(a,b;c;z)=(1-z)^{c-a-b}\,{}_{2}F_{1}\left(c-a,c-b;c;z\right)\qquad } (перетворення Ейлера);
{\displaystyle {}_{2}F_{1}(a,b;c;z)=(1-z)^{-a}\,{}_{2}F_{1}\left(a,c-b;c;{\tfrac {z}{z-1}}\right)\qquad } (перетворення Пфаффа);

### Q-форма
Гіпергеометричне диференціальне рівняння можна звести до {\displaystyle Q}-форми
{\displaystyle {\dfrac {\operatorname {d} ^{2}u}{\operatorname {d} z^{2}}}+Q(z)u(z)=0}
за допомогою заміни {\displaystyle w=uv} та виключенням першої похідної.
Отримуємо
{\displaystyle Q={\dfrac {z^{2}\left[1-(a-b)^{2}\right]+z\left[2c(a+b-1)-4ab\right]+c(2-c)}{4z^{2}(1-z)^{2}}},}
а {\displaystyle v} визначається як розв'язок диференціального рівняння
{\displaystyle {\dfrac {\operatorname {d} }{\operatorname {d} z}}\log v(z)=-{\dfrac {c-z(a+b+1)}{2z(1-z)}}=-{\dfrac {c}{2z}}-{\dfrac {1+a+b-c}{2(z-1)}},}
тобто
{\displaystyle v(z)=z^{-c/2}(1-z)^{(c-a-b-1)/2}.}
{\displaystyle Q}-форма є важливою через її зв'язок з похідною Шварца (Hille 1976, с. 307-401).

### Трикутні відображення Шварца
Трикутні відображення Шварца або {\displaystyle s}-функції Шварца є відношеннями пар розв'язків:
{\displaystyle s_{k}(z)={\dfrac {\phi _{k}^{(1)}(z)}{\phi _{k}^{(0)}(z)}},}
де {\displaystyle k} — одна з точок 0, 1, {\displaystyle \infty }.
Іноді також використовується позначення
{\displaystyle D_{k}(\lambda ,\mu ,\nu ;z)=s_{k}(z).}
Зауважимо, що коефіцієнти зв'язку стають перетвореннями Мебіуса при трикутних відображеннях.
Кожне трикутне відображення є регулярним при {\displaystyle z\in \{0,1,\infty \}} відповідно до
{\displaystyle s_{0}(z)=z^{\lambda }(1+{\mathcal {O}}(z)),}
{\displaystyle s_{1}(z)=(1-z)^{\mu }(1+{\mathcal {O}}(1-z))}
і
{\displaystyle s_{\infty }(z)=z^{\nu }\left(1+{\mathcal {O}}\left({\tfrac {1}{z}}\right)\right).}
У частинному випадку з дійсними {\displaystyle \lambda }, {\displaystyle \mu } та {\displaystyle \nu }, причому {\displaystyle 0\leq \lambda ,\mu ,\nu <1}, {\displaystyle s}-відображення є конформними відображеннями верхньої півплощини {\displaystyle \mathbf {H} } у трикутники на сфері Рімана, що обмежені дугами кіл.
Це відображення є узагальненням відображення Шварца – Крістоффеля у трикутники з круговими дугами.
Особливі точки 0, 1 і {\displaystyle \infty } відображаються  у вершини трикутника.
Кути трикутника дорівнюють {\displaystyle \pi \lambda }, {\displaystyle \pi \mu } та {\displaystyle \pi \nu } відповідно.
Крім того, у випадку, якщо {\displaystyle \lambda =1/p}, {\displaystyle \mu =1/q} та {\displaystyle \nu =1/r} для цілих чисел {\displaystyle p}, {\displaystyle q}, {\displaystyle r}, то трикутники замощують сферу, комплексну площину або верхню напівплощину відповідно, якщо {\displaystyle \lambda +\mu +\nu -1>0}, {\displaystyle \lambda +\mu +\nu -1=0} або {\displaystyle \lambda +\mu +\nu -1<0}; а {\displaystyle s}-відображення — обернені функції автоморфних функцій для групи трикутника {\displaystyle \langle p,q,r\rangle =\Delta (p,q,r)}.

### Група монодромії
Монодромія гіпергеометричного рівняння описує як змінюються фундаментальні розв'язки, якщо їх аналітично продовжувати у {\displaystyle z}–площині навколо траєкторій, що повертаються до тієї самої точки.
Тобто, коли траєкторія обертається навколо сингулярної точки гіпергеометричної функції {\displaystyle {}_{2}F_{1}}, то значення розв'язків у кінцевій точці буде відрізнятися від значення у початковій точці.
Два фундаментальних розв'язки гіпергеометричного рівняння пов'язані між собою лінійним перетворенням; таким чином, монодромія є відображенням (груповий гомоморфізм):
{\displaystyle \pi _{1}(\mathbb {C} \setminus \{0,1\},z_{0})\to {\text{GL}}(2,\mathbb {C} ),}
де {\displaystyle \pi _{1}} — фундаментальна група.
Іншими словами, монодромія — це двовимірне лінійне представлення фундаментальної групи.
Група монодромії рівняння є образом цього відображення, тобто групою, породженою матрицями монодромії.
Представлення монодромії фундаментальної групи можна обчислити явно у термінах експонент в особливих точках. Якщо {\displaystyle (\alpha ,\alpha ')}, {\displaystyle (\beta ,\beta ')} та {\displaystyle (\gamma ,\gamma ')} є експонентами в 0, 1 та {\displaystyle \infty }, то, вибираючи {\displaystyle z_{0}} в околі 0, петлі навколо 0 та 1 мають матриці монодромії наступного вигляду:
{\displaystyle g_{0}={\begin{pmatrix}{\rm {e}}^{2\pi {\rm {i}}\alpha }&0\\0&{\rm {e}}^{2\pi {\rm {i}}\alpha '}\end{pmatrix}}\qquad } та {\displaystyle \qquad g_{1}={\begin{pmatrix}{\frac {\mu {\rm {e}}^{2\pi {\rm {i}}\beta }-{\rm {e}}^{2\pi {\rm {i}}\beta '}}{\mu -1}}&{\frac {\mu ({\rm {e}}^{2\pi {\rm {i}}\beta }-{\rm {e}}^{2\pi {\rm {i}}\beta '})}{(\mu -1)^{2}}}\\{\rm {e}}^{2\pi {\rm {i}}\beta '}-{\rm {e}}^{2\pi {\rm {i}}\beta }&{\frac {\mu {\rm {e}}^{2\pi {\rm {i}}\beta '}-{\rm {e}}^{2\pi {\rm {i}}\beta }}{\mu -1}}\end{pmatrix}},}
де
{\displaystyle \mu ={\frac {\sin \pi (\alpha +\beta '+\gamma ')\sin \pi (\alpha '+\beta +\gamma ')}{\sin \pi (\alpha '+\beta '+\gamma ')\sin \pi (\alpha +\beta +\gamma ')}}.}
Якщо {\displaystyle 1-a}, {\displaystyle c-a-b}, {\displaystyle a-b} — не цілі раціональні числа зі знаменниками {\displaystyle k}, {\displaystyle l}, {\displaystyle m}, то група монодромії є скінченною тоді й лише тоді, коли {\displaystyle 1/k+1/l+1/m>1}, див. список Шварца або алгоритм Ковачича.

## Інтегральні формули

### Тип Ейлера
Якщо {\displaystyle {\rm {B}}} — це бета-функція, то має місце формула Ейлера: 
{\displaystyle \mathrm {B} (b,c-b)\,_{2}F_{1}(a,b;c;z)=\int _{0}^{1}x^{b-1}(1-x)^{c-b-1}(1-zx)^{-a}\,{\rm {d}}x,\qquad \operatorname {Re} (c)>\operatorname {Re} (b)>0,}
за умови, що {\displaystyle z} не є дійсним числом, таке що воно більше або дорівнює 1 (при {\displaystyle |z|<1} чи {\displaystyle |z|=1} за умови визначеності обох сторін.
Розкладаючи {\displaystyle (1-zx)^{-a}} у біноміальний ряд і застосовуючи контурні інтеграли для функції бети, можна одержати інші інтегральні представлення. Якщо {\displaystyle z} є дійсним числом, більшим або рівним {\displaystyle 1}, то слід використовувати аналітичне продовження, оскільки {\displaystyle (1-zx)} дорівнює нулю в певній точці визначення інтеграла, тому значення інтегралу може бути погано визначеним.
Цей результат було отримано Ейлером в 1748 р. з використанням гіпергеометричних перетворень Ейлера та Пфаффа.
Інші представлення, що відповідають іншим головним гілкам, даються для того ж самого підінтегрального виразу, але як шлях інтегрування обирається замкнений цикл Похаммера, що обходить особливості в різних порядках.
Такі шляхи відповідають дії монодромії.

### Інтеграл Барнса
Барнс використовував теорію лишків для оцінки інтеграла Барнса:
{\displaystyle {\frac {1}{2\pi {\rm {i}}}}\int _{-{\rm {i}}\infty }^{{\rm {i}}\infty }{\frac {\Gamma (a+s)\Gamma (b+s)\Gamma (-s)}{\Gamma (c+s)}}(-z)^{s}\,\operatorname {d} s,}
як
{\displaystyle {\dfrac {\Gamma (a)\Gamma (b)}{\Gamma (c)}}\,{}_{2}F_{1}(a,b;c;z),}
де контур обрано так, щоб відокремити полюси {\displaystyle 0,1,2,\dots } від полюсів {\displaystyle -a,-a-1,\dots ,-b,-b-1,\dots }.
Це справедливо до тих пір, поки {\displaystyle z} не є невід'ємним дійсним числом.

### Перетворення Джона
Гіпергеометричну функцію Гауса можна записати у вигляді перетворення Джона (Gelfand, Gindikin & Graev 2003, 2.1.2).

## Суміжні співвідношення Гауса
Шість функцій 
{\displaystyle {}_{2}F_{1}(a\pm 1,b;c;z),\quad {}_{2}F_{1}(a,b\pm 1;c;z),\quad {}_{2}F_{1}(a,b;c\pm 1;z)}
називаються суміжними з гіпергеометричною функцією {\displaystyle F(a,b;c;z)}. Ця функція визначається як сума степеневого ряду
{\displaystyle F(a,b;c;z)=\sum _{k=0}^{\infty }{\frac {(a)_{k}(b)_{k}}{(c)_{k}k!}}z^{k},\quad \quad |z|<1,c\neq 0,-1,...,}
де {\displaystyle a,b,c} параметри з {\displaystyle \mathbb {C} .} Якщо {\displaystyle \mathrm {Re} \,c>\mathrm {Re} \,b>0}  та {\displaystyle |z|<1,} то справедлива формула Ейлера
{\displaystyle F(a,b;c;z)={\frac {1}{B(b,c-b)}}\int _{0}^{1}t^{b-1}(1-t)^{c-b-1}(1-tz)^{-a}{\rm {d}}t.}
З цієї формули випливає (див. Гамма-функція)
{\displaystyle \Gamma (c-a)\Gamma (c-b)\lim _{z\to 1-0}F(a,b;c;z)=\Gamma (c)\Gamma (c-a-b),}
за умови {\displaystyle \mathrm {Re} (c-a-b)>0.}
Функція {\displaystyle F(a,b;c;z)} є лінійною комбінацією будь-яких двох суміжних з нею функцій. 15 формул такого типа вперше були знайдені Гаусом. Вони одержуються при порівнянні правих частин:
{\displaystyle {\begin{aligned}z{\dfrac {\operatorname {d} F}{\operatorname {d} z}}=z{\dfrac {ab}{c}}F(a+,b+,c+)&=a(F(a+)-F)=\\&=b(F(b+)-F)=\\&=(c-1)(F(c-)-F)=\\&={\dfrac {(c-a)F(a-)+(a-c+bz)F}{1-z}}=\\&={\dfrac {(c-b)F(b-)+(b-c+az)F}{1-z}}=\\&=z{\dfrac {(c-a)(c-b)F(c+)+c(a+b-c)F}{c(1-z)}}.\end{aligned}}}
У рівностях використано позначення {\displaystyle F={}_{2}F_{1}(a,b;c;z)}, {\displaystyle F(a+)={}_{2}F_{1}(a+1,b;c;z)} і т. д.
Асоційовані функції {\displaystyle {}_{2}F_{1}(a+m,b+n;c+l;z)}, де {\displaystyle m}, {\displaystyle n}, {\displaystyle l} — цілі числа, можуть бути одержані повторними застосуваннями співвідношень Гауса. Мають місце формули диференціювання
{\displaystyle {\frac {{\rm {d}}^{n}}{{\rm {d}}z^{n}}}F(a,b;c;z)={\frac {(a)_{n}(b)_{n}}{(c)_{n}}}F(a+n,b+n;c+n;z).}
Гіпергеометричне рівняння має 24 розв'язки виду 
{\displaystyle z^{\rho }(1-z)^{\sigma }F(a',b';c';z'),\,}
де {\displaystyle \rho ,\sigma ,a',b',c'} — лінійні функції {\displaystyle a,b,c}, а {\displaystyle z} і {\displaystyle z'} пов'язані дробово-лінійним перетворенням. Будь-які три розв'язки лінійно залежні. Існують квадратичні, кубічні і перетворення вищого порядку. 

### Неперервний (ланцюговий) дріб Гауса
Гаус використовував суміжні співвідношення, щоб дати декілька способів запису частки двох гіпергеометричних функцій у вигляді неперервного дробу, наприклад,
{\displaystyle {\dfrac {{}_{2}F_{1}(a+1,b;c+1;z)}{{}_{2}F_{1}(a,b;c;z)}}={\cfrac {1}{1+{\cfrac {{\dfrac {(a-c)b}{c(c+1)}}z}{1+{\cfrac {{\dfrac {(b-c-1)(a+1)}{(c+1)(c+2)}}z}{1+{\cfrac {{\dfrac {(a-c-1)(b+1)}{(c+2)(c+3)}}z}{1+{\cfrac {{\dfrac {(b-c-2)(a+2)}{(c+3)(c+4)}}z}{1+{}\ddots }}}}}}}}}}}

## Формули перетворення
Формули перетворення пов'язують дві гіпергеометричні функції при різних значеннях аргументу {\displaystyle z}.

### Дробові лінійні перетворення
Перетворення Ейлера
{\displaystyle {}_{2}F_{1}(a,b;c;z)=(1-z)^{c-a-b}{}_{2}F_{1}(c-a,c-b;c;z)}
є комбінацією двох перетворень Пфаффа:
{\displaystyle {}_{2}F_{1}(a,b;c;z)=(1-z)^{-b}{}_{2}F_{1}\left(b,c-a;c;{\tfrac {z}{z-1}}\right),}
{\displaystyle {}_{2}F_{1}(a,b;c;z)=(1-z)^{-a}{}_{2}F_{1}\left(a,c-b;c;{\tfrac {z}{z-1}}\right),}
які в свою чергу випливають з інтегрального представлення Ейлера.
Про узагальнення першого та другого перетворень Ейлера див. Раті й Паріс (2007) та Раха і Раті (2011).
Також гіпергеометричну функцію можна записати як лінійну комбінацію:
{\displaystyle {\begin{aligned}{}_{2}F_{1}(a,b;c,z)={}&{\frac {\Gamma (c)\Gamma (c-a-b)}{\Gamma (c-a)\Gamma (c-b)}}{}_{2}F_{1}(a,b;a+b+1-c;1-z)+\\[6pt]&{}+{\frac {\Gamma (c)\Gamma (a+b-c)}{\Gamma (a)\Gamma (b)}}(1-z)^{c-a-b}{}_{2}F_{1}(c-a,c-b;1+c-a-b;1-z).\end{aligned}}}

### Квадратичні перетворення
Якщо два з чисел {\displaystyle 1-c}, {\displaystyle c-1}, {\displaystyle a-b}, {\displaystyle b-a}, {\displaystyle a+b-c}, {\displaystyle c-a-b} рівні або один з них дорівнює 1/2, то існує квадратичне перетворення гіпергеометричної функції, що з'єднує її з іншим значенням {\displaystyle z}, пов'язаним квадратним рівнянням.
Перші приклади отримав Куммер (1836), а повний перелік — Ґурса (1881). Типовим прикладом є
{\displaystyle {}_{2}F_{1}(a,b;2b;z)=(1-z)^{-{\frac {a}{2}}}{}_{2}F_{1}\left({\frac {1}{2}}a,b-{\frac {1}{2}}a;b+{\frac {1}{2}};{\frac {z^{2}}{4z-4}}\right).}

### Перетворення вищого порядку
Якщо {\displaystyle 1-c}, {\displaystyle a-b}, {\displaystyle a+b-c} відрізняються за знаком, або два з них дорівнюють {\displaystyle 1/3} або {\displaystyle -1/3}, то існує кубічне перетворення гіпергеометричної функції, що з'єднує її з іншим значенням {\displaystyle z}, пов'язаним кубічним рівнянням.
Перші приклади отримав Ґурса (1881).
Типовим прикладом є
{\displaystyle {}_{2}F_{1}\left({\frac {3}{2}}a,{\frac {1}{2}}(3a-1);a+{\frac {1}{2}};-{\frac {z^{2}}{3}}\right)=(1+z)^{1-3a}\,{}_{2}F_{1}\left(a-{\frac {1}{3}},a;2a;2z(3+z^{2})(1+z)^{-3}\right).}
Існують також деякі перетворення 4 та 6 степенів.
Перетворення інших степенів існують лише в тому випадку, якщо {\displaystyle a}, {\displaystyle b} та {\displaystyle c} є певними раціональними числами (Відунас 2005). Наприклад,
{\displaystyle {}_{2}F_{1}\left({\frac {1}{4}},{\frac {3}{8}};{\frac {7}{8}};z\right)(z^{4}-60z^{3}+134z^{2}-60z+1)^{1/16}={}_{2}F_{1}\left({\frac {1}{48}},{\frac {17}{48}};{\frac {7}{8}};{\frac {-432z(z-1)^{2}(z+1)^{8}}{(z^{4}-60z^{3}+134z^{2}-60z+1)^{3}}}\right).}

## Значення в спеціальних точкахz
Перелік формул підсумовування в спеціальних точках див. в монографії Слейтер (1966, додаток ІІІ), більшість з яких вперше з'являються в роботі Бейлі (1935).
Гессель та Стентон (1982) дають подальші оцінки в більшій кількості точок.
Коепф (1995) показав як більшість із цих тотожностей можна перевірити за допомогою комп'ютерних алгоритмів.

### Спеціальні значення приz=1
Теорема про підсумовування Гауса, названа на честь Карла Фрідріха Гауса, є тотожністю
{\displaystyle {}_{2}F_{1}(a,b;c;1)={\frac {\Gamma (c)\Gamma (c-a-b)}{\Gamma (c-a)\Gamma (c-b)}},\qquad \operatorname {Re} (c)>\operatorname {Re} (a+b),}
яка випливає з інтегральної формули Ейлера, якщо взяти {\displaystyle z=1}.
Вона включає тотожність Вандермонда як частинний випадок.
Для частинного випадку, де {\displaystyle a=-m},
{\displaystyle {}_{2}F_{1}(-m,b;c;1)={\frac {(c-b)_{m}}{(c)_{m}}}.}
Формула Дугалла узагальнює це співвідношення до двостороннього гіпергеометричного ряду при {\displaystyle z=1}.

### Теорема Куммера (z=-1)
Є багато випадків, коли гіпергеометричні функції можна обчислити при {\displaystyle z=-1}, використовуючи квадратичне перетворення для заміни {\displaystyle z=-1} на {\displaystyle z=1}, а потім використовуючи теорему Гауса для обчислення результату.
Типовим прикладом є теорема Куммера, яка була названа на честь Ернста Куммера:
{\displaystyle {}_{2}F_{1}(a,b;1+a-b;-1)={\frac {\Gamma (1+a-b)\Gamma \left(1+{\tfrac {1}{2}}a\right)}{\Gamma (1+a)\Gamma \left(1+{\tfrac {1}{2}}a-b\right)}},}
яка випливає з квадратичних перетворень Куммера
{\displaystyle {\begin{aligned}_{2}F_{1}(a,b;1+a-b;z)&=(1-z)^{-a}\;_{2}F_{1}\left({\frac {a}{2}},{\frac {1+a}{2}}-b;1+a-b;-{\frac {4z}{(1-z)^{2}}}\right)=\\&=(1+z)^{-a}\,_{2}F_{1}\left({\frac {a}{2}},{\frac {a+1}{2}};1+a-b;{\frac {4z}{(1+z)^{2}}}\right),\end{aligned}}}
і теореми Гауса, якщо покласти {\displaystyle z=-1} в першій тотожності.
Про узагальнення підсумовування Куммера див. Лавуа, Грондін та Раті (1996).

### Значення приz=1/2
Друга теорема Гауса про підсумовування:
{\displaystyle _{2}F_{1}\left(a,b;{\tfrac {1}{2}}\left(1+a+b\right);{\tfrac {1}{2}}\right)={\frac {\Gamma ({\tfrac {1}{2}})\Gamma ({\tfrac {1}{2}}\left(1+a+b\right))}{\Gamma ({\tfrac {1}{2}}\left(1+a)\right)\Gamma ({\tfrac {1}{2}}\left(1+b\right))}}.}
Теорема Бейлі:
{\displaystyle _{2}F_{1}\left(a,1-a;c;{\tfrac {1}{2}}\right)={\frac {\Gamma ({\tfrac {1}{2}}c)\Gamma ({\tfrac {1}{2}}\left(1+c\right))}{\Gamma ({\tfrac {1}{2}}\left(c+a\right))\Gamma ({\tfrac {1}{2}}\left(1+c-a\right))}}.}
Щодо узагальнення другої теореми Гауса про підсумовування та теореми Бейлі про підсумовування див. Лавуа, Грондін та Раті (1996).

### Інші точки
Існує багато інших формул, що представляють гіпергеометричну функцію у вигляді алгебраїчного числа для спеціальних раціональних значень параметрів, деякі з яких наведені в роботах Гесселя і Стентона (1982) та Коепфа (1995).
Деякі типові приклади:
{\displaystyle {}_{2}F_{1}\left(a,-a;{\tfrac {1}{2}};{\tfrac {x^{2}}{4(x-1)}}\right)={\frac {(1-x)^{a}+(1-x)^{-a}}{2}},}
які можна представити як
{\displaystyle T_{a}(\cos x)={}_{2}F_{1}\left(a,-a;{\tfrac {1}{2}};{\tfrac {1}{2}}(1-\cos x)\right)=\cos(ax),}
де {\displaystyle -\pi <x<\pi }, а {\displaystyle T} — (узагальнений) поліном Чебишова.

## Асимптотична поведінка гіпергеометричної функції
При великих значеннях {\displaystyle |z|} гіпергеометрична функція повністю описується з допомогою формул, що дають аналітичне продовження в околі точки {\displaystyle z=\infty }. Якщо {\displaystyle a,b,z} — фіксовані числа і {\displaystyle |c|} достатньо велике {\displaystyle |\operatorname {arg} c|<\pi -\epsilon }, {\displaystyle \epsilon >0}, то при {\displaystyle |z|<l}: 
{\displaystyle F(a,b;c;z)=\sum _{n=0}^{k}{\frac {(a)_{n}(b)_{n}}{(c)_{n}}}\,{\frac {z^{n}}{n!}}+O\left(|c|^{-k+1}\right).}
При {\displaystyle |z|>l} є аналогічний вираз. 

## Представлення функцій через гіпергеометричну функцію
- {\displaystyle \left(1+x\right)^{n}=F\left(-n,\beta ,\beta ;-x\right),}
- {\displaystyle x^{n}=F\left(-n,\beta ,\beta ;1-x\right),}
- {\displaystyle {1 \over x}\ln(1+x)=F(1,1,2;-x),}
- {\displaystyle {\rm {e}}^{x}=\lim _{n\to \infty }F\left(1,n,1;{x \over n}\right),}
- {\displaystyle \cos x=\lim _{\alpha ,\;\beta \to \infty }F\left(\alpha ,\beta ,{\frac {1}{2}};-{\frac {x^{2}}{4\alpha \beta }}\right),}
- {\displaystyle \cosh x=\lim _{\alpha ,\;\beta \to \infty }F\left(\alpha ,\beta ,{\frac {1}{2}};{x^{2} \over 4\alpha \beta }\right),}
- Повний еліптичний інтеграл першого роду:
{\displaystyle K(k)=\int \limits _{0}^{\pi /2}\!{\frac {{\rm {d}}\varphi }{\sqrt {1-k^{2}\sin ^{2}\varphi }}}={\frac {\pi }{2}}F\left({\frac {1}{2}},{\frac {1}{2}},1;k^{2}\right),}
- Повний еліптичний інтеграл другого роду:
{\displaystyle E(k)=\int \limits _{0}^{\pi /2}\!{\sqrt {1-k^{2}\sin ^{2}\varphi }}\,{\rm {d}}\varphi ={\frac {\pi }{2}}F\left(-{\frac {1}{2}},{\frac {1}{2}},1;k^{2}\right),}
- Многочлени Лежандра:
{\displaystyle P_{n}(x)=F\left(n+1,-n,1;{\frac {1-x}{2}}\right),}
- Приєднана функція Лежандра:
{\displaystyle P_{n,\;m}(x)=\left(1-x^{2}\right)^{\frac {m}{2}}{\Gamma (n+m+1) \over 2^{m}\Gamma (n-m+1)\Gamma (m+1)}F\left(n+m+1,m-n,m+1;{\frac {1-x}{2}}\right),}
- Функції Бесселя:
{\displaystyle J_{\nu }(x)=\lim _{\alpha ,\;\beta \to \infty }\left[{\frac {\left({\dfrac {x}{2}}\right)^{\nu }}{\Gamma (\nu +1)}}F\left(\alpha ,\beta ,\nu +1;-{\frac {x^{2}}{4\alpha \beta }}\right)\right].}

## Зовнішні лінки
- Hazewinkel, Michiel, ред. (2001), function Hypergeometric function, Математична енциклопедія, Springer, ISBN 978-1-55608-010-4
- John Pearson, Computation of Hypergeometric Functions [Архівовано 7 травня 2021 у Wayback Machine.] (University of Oxford, MSc Thesis)
- Marko Petkovsek, Herbert Wilf and Doron Zeilberger, The book "A = B" (freely downloadable)
- Weisstein, Eric W. Hypergeometric Function(англ.) на сайті Wolfram MathWorld.